# Onze-Lieve-Vrouwekerk (Rozebeke)

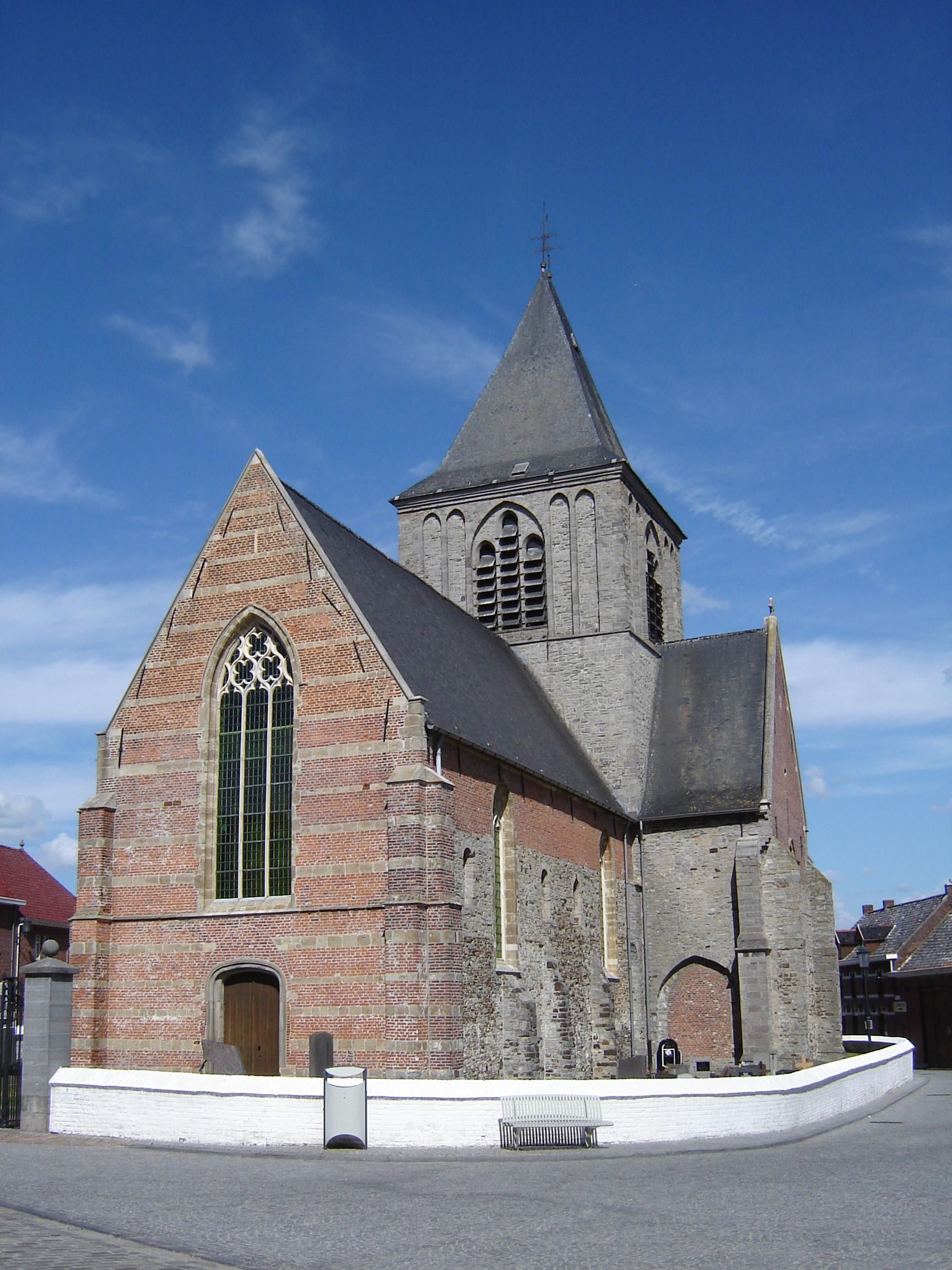
Onze-Lieve-Vrouwekerk

De Onze-Lieve-Vrouwekerk is de parochiekerk van de tot de Oost-Vlaamse gemeente Zwalm behorende plaats Rozebeke, gelegen aan het Rozebekeplein 13.

## Geschiedenis
Vermoedelijk omstreeks 1100 werd hier een eenbeukig romaans kerkje gebouwd waarvan de rechten in 1108 werden geschonken aan de Sint-Pietersabdij te Gent. In het laatste kwart van de 13e eeuw werden de vieringtoren en het transept herbouwd in de stijl van de Scheldegotiek. Het driezijdig afgesloten koor werd vermoedelijk in het tweede kwart van de 14e eeuw opgericht. De kerk werd zwaar beschadigd tijdens de godsdiensttwisten waarna, in de 17e eeuw, herstel en vergroting van de kerk plaatsvond. Zo werd omstreeks 1613 een nieuw dakgebint aangebracht, werd de westgevel verbouwd en werden de zijmuren van het kerkschip in baksteen verhoogd. Later in de 17e eeuw werd een doopkapel gebouwd en in 1752 een sacristie.

## Gebouw
Het betreft een eenbeukige kruiskerk. Het romaanse kerkschip is gebouwd in breuksteen, bestaande uit kalksteen en ijzerzandsteen, en later in baksteen verhoogd. Het transept en de vieringtoren zijn opgetrokken in Doornikse steen terwijl de doopkapel in Ledische steen werd gebouwd. De westgevel is in baksteen met zandstenen speklagen. In 1866 werd een korfboogportaal aangebracht. De vieringtoren op vierkante plattegrond is 13e-eeuws. In het koor werden in 1752 enkele steekboogvensters aangebracht.

## Interieur
De lambrisering en het koorgestoelte zijn afkomstig uit de Abdij van Maagdendale en dateren van 1781-1788. Ze werden omstreeks 1810 in de kerk aangebracht.
Schilderijen zijn: Geboorte van Christus door Anton van den Heuvel (1649). Twee andere 17e-eeuwse schilderijen zijn: Maria bezoekt Elisabeth en Sint-Anna-te-Drieën.
Er is een miraculeus Mariabeeld dat vermoedelijk uit de 15e eeuw stamt. Het heeft een kroon in barokstijl van 1669. Hiernaast bezit de kerk een aantal 17e-eeuwse beelden waaronder Maria, Jesaja, Johannes de Doper, Sint-Martinus en Sint-Bernardus.
Het hoofdaltaar is van 1645-1648 en het heeft getordeerde zuilen. De lambriseringen zijn 18e-eeuws en in Lodewijk XVI-stijl. De communiebank is van 1770-1772 en de preekstoel is van 1733. Van 1740 zijn twee biechtstoelen in rococostijl. Het orgel is van 1866 en werd vervaardigd door Pieter-Adam Van Dinter.
Het arduinen doopvont is 15e- of 16e-eeuws en heeft een vernieuwde zandstenen sokkel en een koperen deksel van 1842.